# Decadiomus bahamicus
Decadiomus bahamicus är en skalbaggsart som först beskrevs av Thomas Casey 1899.  Decadiomus bahamicus ingår i släktet Decadiomus och familjen nyckelpigor. Inga underarter finns listade i Catalogue of Life.